# Battaglia di Tolosa (1814)
La battaglia di Tolosa fu una delle ultime battaglie delle guerre napoleoniche, quattro giorni dopo la resa di Napoleone Bonaparte e del Primo Impero francese alle nazioni che componevano la sesta coalizione. Dopo aver cacciato la Grande Armata fuori dalla Spagna, dopo la difficile campagna dell'autunno precedente, gli Alleati anglo-portoghesi e spagnoli guidati dal duca di Wellington proseguirono la guerra nella Francia meridionale nella primavera del 1814.
Tolosa, capitale della regione, si dimostrò ben difesa dal maresciallo Soult. Una divisione britannica e due spagnole furono massacrate nel sanguinoso combattimento del 10 aprile, e le perdite alleate superarono di 1400 unità quelle francesi. Dopo che Wellington ebbe riorganizzato le proprie unità, Soult mantenne per un altro giorno il controllo della città, prima di riuscire ad organizzare una fuga col suo intero esercito.
Al momento dell'ingresso in città il mattino del 12 aprile, Wellington fu acclamato da numerosi sostenitori del re, confermando i timori di Soult riguardo alla presenza in città di una potenziale quinta colonna. Quel pomeriggio Wellington venne a sapere dell'abdicazione di Napoleone e della fine della guerra. Soult accettò l'armistizio il 17 aprile.

## Preludio
Dopo l'invasione della Francia operata con successo poco prima, un esercito alleato della sesta coalizione composto da britannici, portoghesi e spagnoli guidato marchese di Wellington assediò la città di Tolosa, uno dei pochi centri urbani francesi ancora leali a Napoleone.
Tolosa era difesa da una guarnigione di circa 42000 uomini guidati dal maresciallo Soult, duca di Dalmazia. Tutte le forze imperiali della Francia meridionale erano demoralizzate dalla lotta combattuta contro gli Alleati nel proprio paese, soprattutto dalle notizie che riportavano le numerose sconfitte subite a nord e ad est. La campagna alleata del 1813 aveva gradualmente spinto i francesi fuori dalla Spagna, dopo la fine della guerriglia che aveva causato oltre 300 000 morti francesi tra il 1808 ed il 1813. I francesi avevano perso manodopera in Francia meridionale, dato che Napoleone aveva spostato le truppe meridionali per sostenere la lotta contro il nemico che invadeva la nazione dopo la vittoria alleata di Lipsia dell'ottobre 1813.
Con la resa, la resistenza francese del sud collassò, e lo sconfitto Napoleone, già arresosi, fu esiliato sull'isola d'Elba. La città fu controllata per breve tempo dalla coalizione durante l'estate del 1814, prima della ritirata alleata del settembre 1814.

## Operazioni preliminari

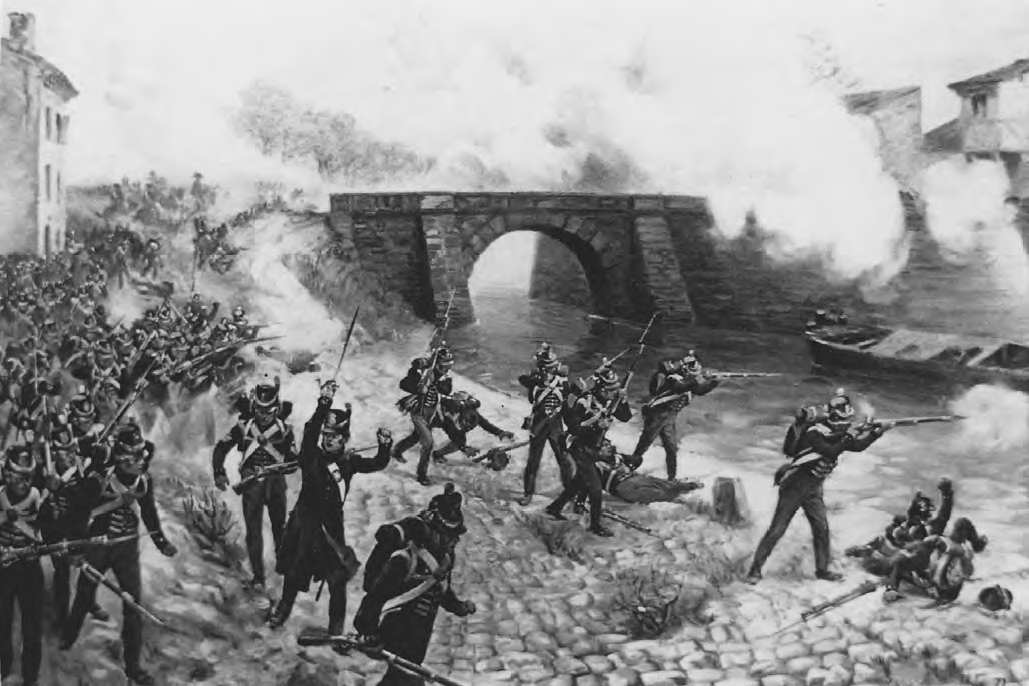
La fanteria britannica affronta i francesi nel corso della battaglia di Tolosa del 1814. Stampa di Henri Dupray.

### Orthez
Dopo la sconfitta subita da Soult per mano di Wellington nella battaglia di Orthez di fine febbraio 1814, il maresciallo di Francia si ritirò a nord oltre il fiume Adour fino a Saint-Sever. Soult era di fronte ad un dilemma. Avrebbe potuto cercare di difendere Bordeaux a nordovest o Tolosa ad est, ma non avrebbe potuto proteggerle entrambe. L'esercito francese avrebbe faticato a trovare provviste nei pressi di Bordeaux, e si sarebbe messo alle spalle la Garonna. Per questi motivi Soult decise di stanziarsi a Tolosa.

### Bordeaux
Mentre Soult si spostava verso est, Wellington inviò Beresford e due divisioni ad assediare Bordeaux, la terza città della Francia in ordine di grandezza. Per sopperire a questo calo di potenza, il generale britannico chiamò a rinforzo 8000 fanti spagnoli e la cavalleria pesante britannica. Intimorito del fatto che gli spagnoli avrebbero saccheggiato la Francia e favorito la guerriglia, Wellington si premurò di pagare gli alleati. Nel frattempo, il 2 marzo l'esercito anglo-ispano-portoghese cacciò i francesi da Aire-sur-l'Adour. Soult si ritirò a Plaisance e Maubourget, verso ovest. Seguirono dieci giorni di calma, durante i quali iniziarono a giungere i rinforzi chiesti da Wellington.

### Offensiva alleata
Il 12 marzo Beresford conquistò Bordeaux senza incontrare resistenza. Lasciò la 7ª divisione di fanteria come guarnigione, e tornò ad unirsi a Wellington con la 4ª divisione. Nel frattempo, il 17-18 marzo, durante un attacco portato con 100 unità di cavalleria francese, il capitano Dauma circondò il fianco meridionale dell'esercito alleato ed attaccò Saint-Sever catturando 100 uomini. Contemporaneamente Wellington lanciò la propria offensiva, sperando di intrappolare l'esercito di Soult. Marciando rapidamente verso est in direzione di Saint-Gaudens ed a nordest verso Tolosa, i francesi evitarono i fianchi britannici. Raggiungendo Tolosa, Soult pose i propri soldati dietro le fortificazioni e le mura cittadine.

## Battaglia

### Forze in campo
L'ordine di battaglia di Tolosa del 1814 elenca unità ed organizzazioni francesi ed alleate presenti alla battaglia.

### Geografia
Tolosa si trova sul fiume Garonna, che entra in città da sudovest per poi svoltare ed uscire a nordovest. Poco ad est della Garonna, il piccolo fiume Hers attraversa la città da sudest a nordest formando un piccolo corridoio. Per poter attaccare la città da nord, gli uomini di Wellington avrebbero dovuto attraversare la riva orientale della Garonna, e dirigersi a sudest lungo il corridoio formato dai due fiumi.

### Movimenti iniziali
Il 4 aprile i genieri di Wellington stesero un ponte di barche sulla Garonna in piena, a nord della città francese. Dopo che 19 000 alleati ebbero attraversato, il ponte crollò, intrappolando gli uomini per tre giorni. Soult non riuscì a sfruttare questo vantaggio per sconfiggere Wellington. L'8 aprile il 18° Ussari britannici stese il ponte a Croix d'Orade sull'Hers. Nel frattempo, il 7 aprile a mezzanotte, i messaggeri ufficiali partirono da Parigi con la notizia dell'abdicazione di Napoleone, e del fatto che la guerra fosse finita.

### Difese francesi
Ad ovest della Garonna si trova il sobborgo fortificato di Saint-Cyprien. A nord la linea di difesa esterna di Soult si trovava sul canale della Linguadoca. Tre ponti attraversavano il canale, il ponte Jumeaux a nordovest, il ponte des Minimes a nord e il ponte de Matablau a nordest. Ogni attraversamento era controllato da una ridotta potenziata. Il monte Rave sorgeva ad est della città, mentre ad ovest si trovava il fiume Hers. Il monte era cosparso di numerose ridotte. Soult stanziò a Saint-Cyprien una divisione, ed un'altra sul canale. Gli uomini di Jean-Pierre Travot si disposero sulle mura cittadine. La divisione di Jean Darmagnac si trovava tra il monte Rave ed il canale. Le divisioni di Jean Isidore Harispe e Eugene-Casimir Villatte difendevano il monte con a riserva la divisione di Eloi Taupin. La cavalleria di Pierre Soult era disposta ad est ed a sud. Notare che il campo di battaglia si trova oggi all'interno della città di Tolosa.

### Piano britannico
Wellington iniziò l'attacco il 10 aprile, domenica di pasqua. Sperando di distrarre alcuni degli uomini di Soult, il generale britannico inviò Hill con 12600 uomini della 2ª divisione e con la divisione portoghese ad attaccare Saint-Cyprien. Il resto dell'esercito anglo-alleato (36000 uomini) operò a est della Garonna e a nord della città. La 3ª divisione fronteggiò il canale nordoccidentale con la divisione leggera ad est. Wellington aveva programmato di ottenere il migliore risultato sul monte Rave. Beresford avrebbe portato la 4ª e la 6ª divisione con le brigate di Ussari sulla riva occidentale dell'Hers. Una volta raggiunto un punto ad est della città, Beresford avrebbe svoltato ad ovest attaccando il Rave con gli Ussari a protezione del fianco meridionale. Contemporaneamente, Manuel Freire avrebbe attaccato il lato settentrionale del Rave con le sue due divisioni spagnole. Due brigate di dragoni pesanti avrebbe funto da riserva.

### Attacchi iniziali
Ad ovest Hill ebbe alcune schermaglie con gli avamposti francesi, subendo 80 caduti. Disubbidendo agli ordini, Thomas Picton mise in campo un attacco totale al ponte Jumeaux con la sua 3ª divisione, e fu respinto perdendo 400 uomini. Nel frattempo Beresford aveva trovato un terreno fangoso ed era in ritardo. Incapace di spostare l'artiglieria, ordinò ai cannoni di disporsi nei pressi del confine settentrionale del Rave e di aprire il fuoco. Freire, pensando che fosse il segnale di un attacco combinato, mandò i propri uomini all'assalto del monte Rave. La fanteria spagnola si lanciò lungo il pendio ottenendo una postazione temporanea, ma furono contrattaccati da un gruppo di francesi e dovettero fuggire. Coperti dalla divisione leggera, i fanti spagnoli si riunirono ed attaccarono venendo sconfitti per la seconda volta.

### Conquista del Rave
Alla fine le due divisioni anglo-portoghesi di Beresford raggiunsero il punto di partenza, con a capo la 6ª divisione. Una divisione francese contrattaccò, ma fu facilmente ricacciata indietro, e la divisione alleata cominciò la salita. Combatterono fino a raggiungere la cima del Rave incontrando nonostante l'aspra resistenza, prima di riposare e portare in quota qualche cannone. Spostandosi a nord, iniziarono a recuperare le difese francesi. Gli uomini di Beresford conquistarono due ridotte, le persero in seguito ad un contrattacco, ed infine le riconquistarono grazie alla 4ª divisione. Il monte era stato perso, e Soult richiamò in città i propri uomini.
Soult difese Tolosa l'11 aprile, ma decise di spostarsi all'esterno della città quando si accorse che la cavalleria alleata stava dirigendosi verso la strada che portava da Tolosa a Carcassonne. Alle 9 del mattino la ritirata francese imboccò la strada per Carcassonne.

### Armistizio
La mattina del 12 aprile una delegazione di ufficiali cittadini consegnò la città all'esercito alleato. Nel pomeriggio Wellington ricevette tramite Bordeaux la notizia di Frederick Ponsonby riguardante l'abdicazione di Napoleone. Poche ore dopo, la notizia fu confermata con l'arrivo da Parigi del messaggero ufficiale. Il 17 aprile Soult accettò l'armistizio. Nel frattempo si era svolta un'altra inutile sanguinosa battaglia a Bayonne, causata dal rifiuto del comandante francese Thouvenot di accettare il fatto che la guerra si era conclusa con la resa di Napoleone.

## Perdite
L'esercito alleato subì 4558 caduti, compresi i 1900 delle divisioni di Freire ed i 1500 della 6ª divisione. I comandanti di brigata Denis Pack, James Douglas e Thomas Brisbane furono feriti. I francesi persero 231 ufficiali e 3005 soldati, compreso Taupin.

## Risultato

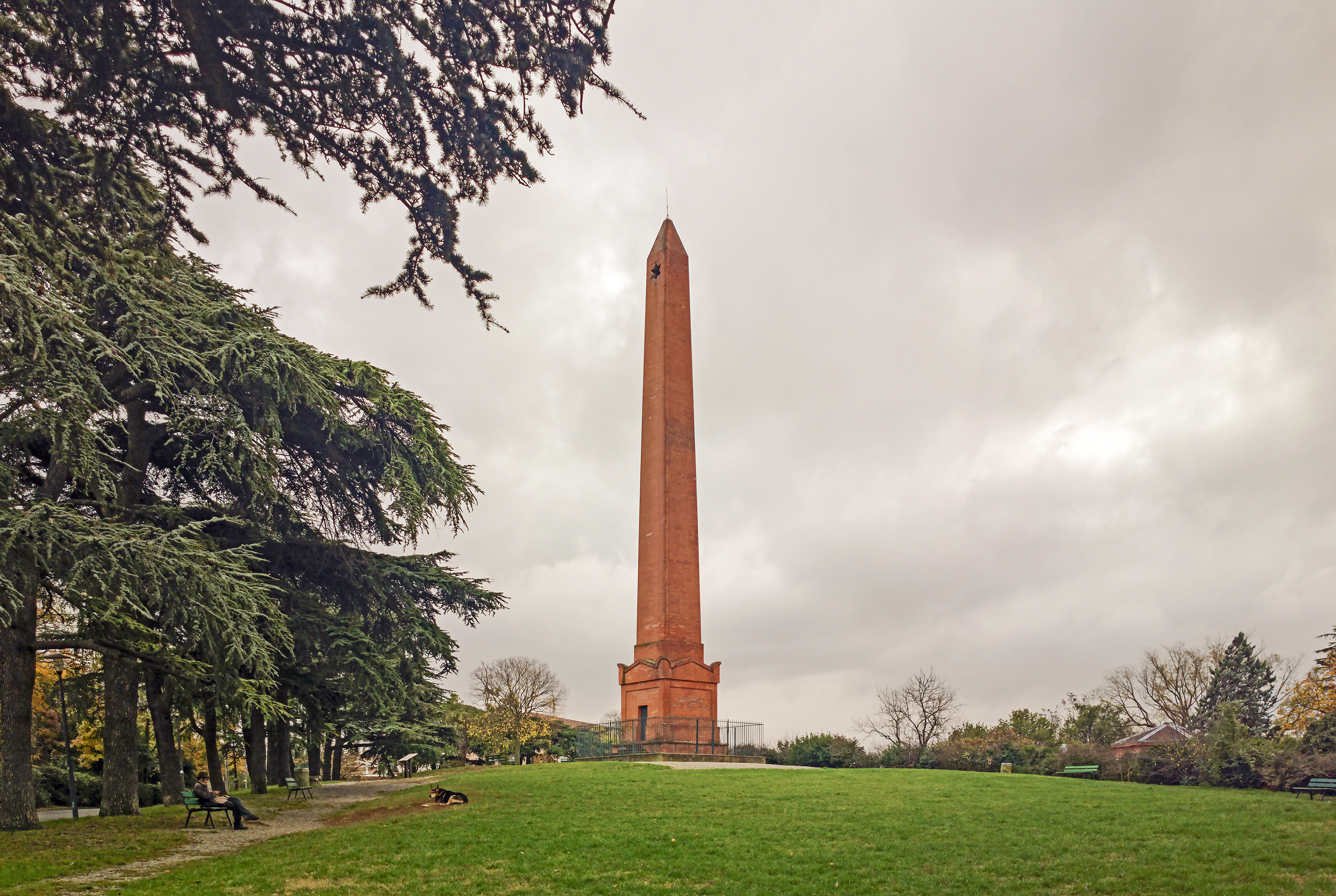
Monumento che commemora la battaglia di Tolosa (1814)
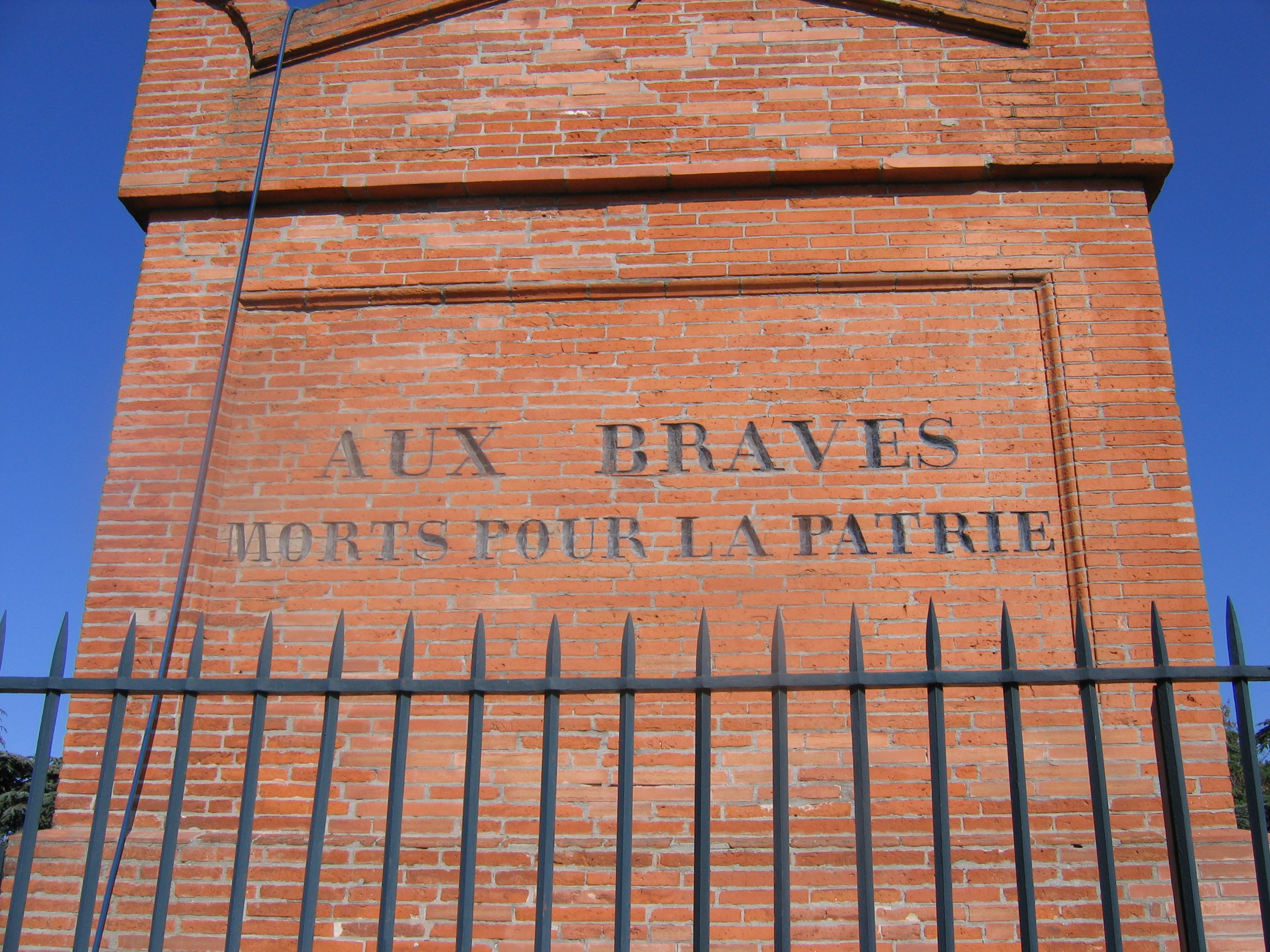
AI CORAGGIOSI MORTI PER LA PATRIA

Sia gli storici britannici che quelli francesi reclamarono la vittoria per le rispettive nazioni. I francesi si dichiararono vincitori dato che Wellington non riuscì a raggiungere il proprio obiettivo di intrappolare l'esercito francese, mentre Soult non aveva mai avuto intenzione di tenere Tolosa ma solo di contendersela, avendo come obiettivo la fusione con gli uomini di Louis Gabriel Suchet prima di attaccare l'esercito di Wellington: la presa di Tolosa non aveva molto valore, ed i francesi avevano perso solo una delle loro postazioni senza subire la sconfitta dell'esercito, mentre Wellington aveva sprecato rifornimenti e subito dure perdite. I britannici reclamarono la vittoria dato che Tolosa fu conquistata, e che i francesi furono obbligati a fuggire.
In ogni caso la battaglia ebbe luogo quando era stata resa totalmente inutile dai fatti di Parigi. Soult capì che, data la resa di Parigi, non c'era più motivo di combattere. D'accordo con Wellington acconsentì ad un cessate il fuoco e gli Alleati occuparono Tolosa.